# رائد
الرائد أو صاحب المشروع هو الشخص الذي يملك مشروع، أو فكرة جديدة ويفترض المساءلة كبيرة للمخاطر الكامنة ونتائج. المصطلح هو في الأصل مستعار من الفرنسية، وكان أول حددها الاقتصادي الأيرلندي ريتشارد كانتيلون. الرائد في اللغة الإنجليزية هو مصطلح ينطبق على نوع من الشخصية الذي هو على استعداد لتأسيس مشروع جديد أو مؤسسة، وتقبل المسؤولية الكاملة عن نتائج. يعتقد ان الاقتصادي الفرنسي جان باتيست ساي، هو من صاغ مصطلح "رائد" لأول مرة في حوالي عام 1800. وقال ان الرائد هو "أحد الذين يتولون المؤسسة، وخصوصا # المتعهد، بوصفه وسيط بين رأس المال والعمل.

## الخلفية التاريخية
غالبا ما تكون الريادة صعبة وعسيرة، مما يؤدي إلى فشل العديد من المشاريع الجديدة. كلمة رائد هي في كثير من الأحيان تكون مرادفة للمؤسس. الأكثر شيوعا، ينطبق مصطلح رائد على الشخص الذي يخلق قيمة من خلال تقديم منتج أو خدمة، من خلال ابتكار مكانة في السوق التي قد لا تكون موجودة في الوقت الراهن. يميل الرواد إلى التعرف على الفرص الواعدة في السوق وذلك عن طريق تنظيم استغلال مواردهم بصورة فعالة لتحقيق هذه نتيجة تغير التفاعلات الحالية داخل قطاع معين.
يرى أهم المراقبون بأنهم على استعداد لقبول مستوى عال من المخاطر الشخصية والمهنية أو المالية لمتابعة الفرصة.
ويعتبر رواد المشاريع التجارية أصحاب أهمية جوهرية في المجتمع الرأسمالي. يميز البعض رواد المشاريع التجارية إما رائد "سياسي" أو "رائد سوق"، في حين تشمل الأهداف الرئيسية للرائد الاجتماعي إنشاء منافع اجتماعية وبيئية.

## كقائد
يعتبر الباحث روبرت رايخ أنَّ القدرة على القيادة والإدارة وبناء الفريق من الصفات الأساسية للرائد. هذا المفهوم له أصوله في عمل ريتشارد كانتيليون في تقريره إساي سور لا ناتيورال دو كومرس أون جسنرال (1755) وجان باتيست ساي (1803 أو 1834)  في رسالته في الاقتصاد السياسي.
وهناك نظرية أعم هو أن الرواد، يمزجون بين الفرص والناس في وضع جيد يؤهلهم للاستفادة منهم. قد يرى الرائد عرى انه من القلة القادرة على حل المشكلة. في وجهة النظر هذه، فإن الدراسات واحدة على جانب واحد لتوزيع المعلومات المتاحة إلى أن الرواد (انظر مدرسة الاقتصاد النمساوي)، وعلى عوامل أخرى، وكيف البيئية (الحصول على رأس المال، والمنافسة، الخ)، وتغيير سعر الفائدة على المجتمع الإنتاج من رجال الأعمال. [بحاجة لمصدر]
والمنظر البارزا للمدرسة النمساوية في هذا الصدد هو جوزيف شومبيتر، الذي يرى الرائد كمبتكر وأشاع استخدام عبارة التدمير الخلاق لوصف رؤيته للدور الرواد في تغيير القواعد التجارية. يتعامل التدمير الخلاق مع تغييرات النشاط التجاري في كل مرة يجعل عملية جديدة أو منتج أو شركة تدخل السوق.

## البحث في الرواد
يجادل شومبيتر بأن الرائد مبدع، وهو يدخل تكنولوجيات جديدة في مكان العمل أو في السوق، ويزيد الكفاءة والإنتاجية أو ينتج منتجات أو خدمات جديدة (Deakins وFreel 2009). أكاديميون أخرى مثل ساي، كاسون كانتيلون، يقولوا ان الرائد هو منظم لعوامل الإنتاج، أو يعمل كحافز للتغيير الاقتصادي (Deakins وFreel، 2009). ويقول شاكل أن الرائد هو على درجة عالية من الإبداع الفردي الذي يتصور حلول جديدة توفر فرصا جديدة (Deakins وFreel، 2009). هذه تعريفات قليلة من مجال الريادة لكنها تظهر مدى تعقيد وعدم وجود توائم بين الأبحاث الأكاديمية (غارتنر، 2001). تركز معظم الأبحاث على سمات الرائد. يقول كوب (2001) أنه على الرغم من بعض صفات الرواد مطلوبة فأن سلوك الرواد يتسم بالدينامية ويتأثر بالعوامل البيئية.
ويقول شين وفينكاتارامان (2000) ان الرائد هي وحده هو من يهتم بالفرصة يستغلها، ولكن الفرصة التي تلاحظ تعتمد على نوع الرائد الذي يرى أكباساران وآخرون (2001) أن هناك العديد من الأنواع المختلفة تعتمد على أعمالهم وظروفهم الشخصية.
المراجع
Deakins، D. وFreel، M. (2009) 'ريادة الأعمال والشركات الصغيرة' الطبعة 5th، ماكجرو هيل
غارتنر، البنك الدولي، (2001) «هل هناك الفيل في الريادة؟ الافتراضات النظرية للمكفوفين في التنمية»، وريادة الأعمال النظرية والتطبيق، صيف 2001.
فينكاتارامان، S. وشين، S. (2000) «وعد المقاولة كحقل للبحوث»، أكاديمية الإدارة مراجعة، المجلد 25 (1)، 217-226.
Ucbasaran، D. Westhead، P. ورايت، M. (2001) «وتركز البحث على تنظيم المشاريع: السياقية وقضايا عملية»، وروح المبادرة بين النظرية والتطبيق، صيف 2001.

## الرائد الاجتماعي
يهدف الرواد الاجتماعيون داخل سوق العمل إلى خلق قيمة اجتماعية من خلال تحسين السلع والخدمات التي يقدموها للمجتمع. هدفهم الرئيسي هو المساعدة على تقديم خدمة أفضل وتحسين المجتمع ككل، وفي الغالب يقيموا مشاريع غير ربحية. لدعم هذه النقطة يقول زاهرا وآخرون (2009 : 519) ان «الرواد الاجتماعيون يقدموا مساهمات كبيرة ومتنوعة لمجتمعاتهم، ويعتمدوا النماذج التجارية لتقديم حلول مبتكرة للمشاكل الاجتماعية المعقدة والمستمرة». وتشمل أمثلة من الشركات الاجتماعية نظام التأمين الصحي، وكذلك مشروبات 'لاف وان درينكينج'.
المرجع:
زهرة، Gedajlovic، Neubaum، شولمان (2009) 'وتصنيفا للمشاريع الاجتماعية' مجلة الأعمال المغامرة، 24 (5)، ص. 519-532